# Саакян, Барбара Жаклин
Барбара Жаклин Саакян (англ. Barbara Jacquelyn Sahakian), FBA, FMedSci, профессор клинической нейропсихологии Департамента психиатрии и Совета медицинских исследований (MRC)/Wellcome Trust Института поведенческой и клинической неврологии Кембриджского университета. Она также является почётным клиническим психологом в госпитале Адденбрука в Кембридже. Она имеет международную репутацию в области когнитивной психофармакологии, нейроэтики, нейропсихологии, нейропсихиатрии и нейровизуализации.
Профессор Саакян — научный сотрудник колледжа Клэр Холл, Кембридж. В настоящее время она является президентом Международного общества нейроэтики (INS), членом-учредителем которого она является. Она в прошлом президент Британской ассоциации психофармакологии (BAP), занимала пост президента с 2012 по 2014 год.

## Образование
Саакян защитила кандидатскую диссертацию по психофармакологии на факультете психологии Кембриджского университета. После этого Саакян получила диплом клинической психологии и стала дипломированным психологом.

## Карьера
Саакян наиболее известна своей работой по улучшению когнитивных функций с помощью фармакологических методов лечения, раннему выявлению болезни Альцгеймера, когнитивным функциям и депрессии и нейроэтике. Исследование Саакян направлено на понимание нейронной основы когнитивной, эмоциональной и поведенческой дисфункции для разработки более эффективных фармакологических и психологических методов лечения. Основное внимание в её лаборатории уделяется раннему выявлению нервно-психических расстройств, дифференциальной диагностике и подтверждению концептуальных исследований с использованием препаратов, улучшающих когнитивные функции, и когнитивной тренировки.
В своём исследовании Саакян использует такие методы, как психофармакологические, нейропсихологические и нейровизуальные исследования (фМРТ и ПЭТ). Ключевые области исследований для её группы — болезнь Альцгеймера, синдром дефицита внимания и гиперактивности (СДВГ), обсессивно-компульсивное расстройство (ОКР), злоупотребление психоактивными веществами, депрессия и мания.
В 2007 году Саакян выразила озабоченность по поводу этичности использования лекарств, предназначенных для помощи страдающим деменцией и страдающим болезнью Альцгеймера, для улучшения когнитивных функций у здоровых людей. В мае 2014 года Саакян опубликовала статью на тему достижения здоровья мозга в процветающем обществе в ближайшее десятилетие. В эту статью она включила список экспертов из различных областей, включая нейробиологию, инновации и технологии. Саакян попросили написать эту статью для сэра Джона Беддингтона, главного научного советника правительства Великобритании.
Саакян опубликовала более 400 статей [5] по этим темам в научных журналах, в том числе множество публикаций в престижных научных и медицинских журналах Science, Nature, Nature Neuroscience, The Lancet и British Medical Journal. Она является младшим редактором журнала «Psychological Medicine». База данных ISI Web of Science присвоила ей индекс Хирша, равный 100.
Саакян — соавтор книги «Плохие ходы. Как принятие решений идёт не так, как надо, и этика умных наркотиков», опубликованной Oxford University Press в 2013 году. Она также является соредактором «Оксфордского справочника по нейроэтике» (англ. The Oxford Handbook of Neuroethics), опубликованного в 2011 году издательством Oxford University Press.
Помимо председательства в BAP и INS, Саакян также входит в совет Международного колледжа нейропсихофармакологии (CINP) и в Наблюдательный совет Европейского колледжа нейропсихофармакологии (ECNP). Она также является Лондонским императорским аффилированным профессором и заслуженным научным сотрудником Оксфордского центра практической этики Уэхиро. Ранее Саакян была членом Совета MRC по неврологии и психическому здоровью (2006–2010) и членом Комитета Общества нейробиологов (SfN) по женщинам в нейронауках. Недавно в статье Королевского института Великобритании Барбара Саакян была названа одной из лучших женщин в науке.

## Изобретения
В исследовании Саакян используются нейропсихологические тесты, такие как Автоматизированная батарея Кембриджских нейропсихологических тестов (CANTAB), которые она изобрела совместно с профессором Тревором Роббинсом в 1980-х годах. CANTAB в настоящее время используется в более чем 700 исследовательских институтах по всему миру и подтверждён более чем 1200 рецензируемыми статьями. Саакян работает старшим консультантом в Cambridge Cognition, дочернем предприятии Кембриджского университета. Cambridge Cognition теперь продвигает CANTAB.
Тест CANTAB PAL для сенсорного экрана, который оценивает зрительную память и новые знания, получил наивысшую оценку мирового лидера 4* по шкале Research Excellence Framework (REF) 2014. После этой награды CANTAB и CANTAB PAL были отмечены в публикации Совета медицинских школ «Здоровье нации» 2015 года, в которой CANTAB назван стимулом для экономики Великобритании.

## Политика в области неврологии и психического здоровья
Саакян возглавляет многие важные международные отчёты о политике в области нейробиологии и психического здоровья, в том числе финансируемый Национальным институтом психического здоровья (NIMH) отчёт о глобальных проблемах психического здоровья и форсайт-проект правительства Великобритании по интеллектуальному капиталу и благополучию в 2008 году. Последний проект подчёркивал хорошее здоровье и благополучие мозга на протяжении всей жизни и выдвигал на первый план важные концепции, такие как когнитивный резерв и устойчивость к стрессу.
Саакян выступила с докладом о неврологии и политике в области психического здоровья на Всемирном экономическом форуме (ВЭФ) 2014 года в Давосе, Швейцария. Она является членом Совета глобальной повестки дня ВЭФ по исследованиям мозга.

## Освещение в СМИ
Саакян часто вовлекает общественность в науку, появляясь в таких программах, как BBC Newsnight, а также в The Life Scientific и Today Program на BBC Radio 4. Она также принимала участие в многочисленных газетных интервью, таких как The Sunday Times и Forbes Online. В 2012 году Саакян внесла свой вклад в каталог и снялась в видео для выставки Wellcome Trust Superhuman. В мае 2014 года она приняла участие в Reddit Ask Me Anything (AMA), отвечая на вопросы по ряду тем, таких как депрессия и препараты, улучшающие когнитивные функции. В июле 2014 года Саакян развеяла миф о том, что люди используют только 10% своего мозга, в отношении сюжета фильма «Люси». В марте 2015 года она рассказала о мероприятии «Вы теперь улучшены» (англ. You have been upgraded) в Музее науки в Лондоне, на котором участники её лаборатории продемонстрировали свои знания. В контексте презентаций по нейробиологии, здоровью мозга, когнитивному развитию и нервно-психическим расстройствам она часто заявляла о важности понимания здоровья и болезней мозга.

## Почести и награды
С 2004 года Саакян является научным сотрудником Академии медицинских наук Великобритании. Она также связана с проектом Human Brain Project. Саакян также являлась членом международного экспертного жюри премии Else Kröner-Fresenius-Stiftung Prize 2017 года.
Саакян был назначен на кафедру психофармакологии Ф. К. Дондерса в Утрехтском университете в 2005 году и был назначен на премию «Выдающийся международный учёный» Пенсильванского университета в 2009 году. В 2010 году она получила премию старшего исследователя Международного колледжа гериатрической психонейрофармакологии (ICGP). В 2008 году Саакян прочитала лекцию Альфреда Дикина по инновациям в Мельбурне, Австралия.
В 2015 году Саакян была удостоена степени доктора наук Кембриджского университета, что является высшей степенью, присуждаемой университетом за выдающиеся научные исследования.
В июле 2017 года Саакян была избрана членом Британской академии (FBA), национальной академии гуманитарных и социальных наук Великобритании.